# Stanisław Turski

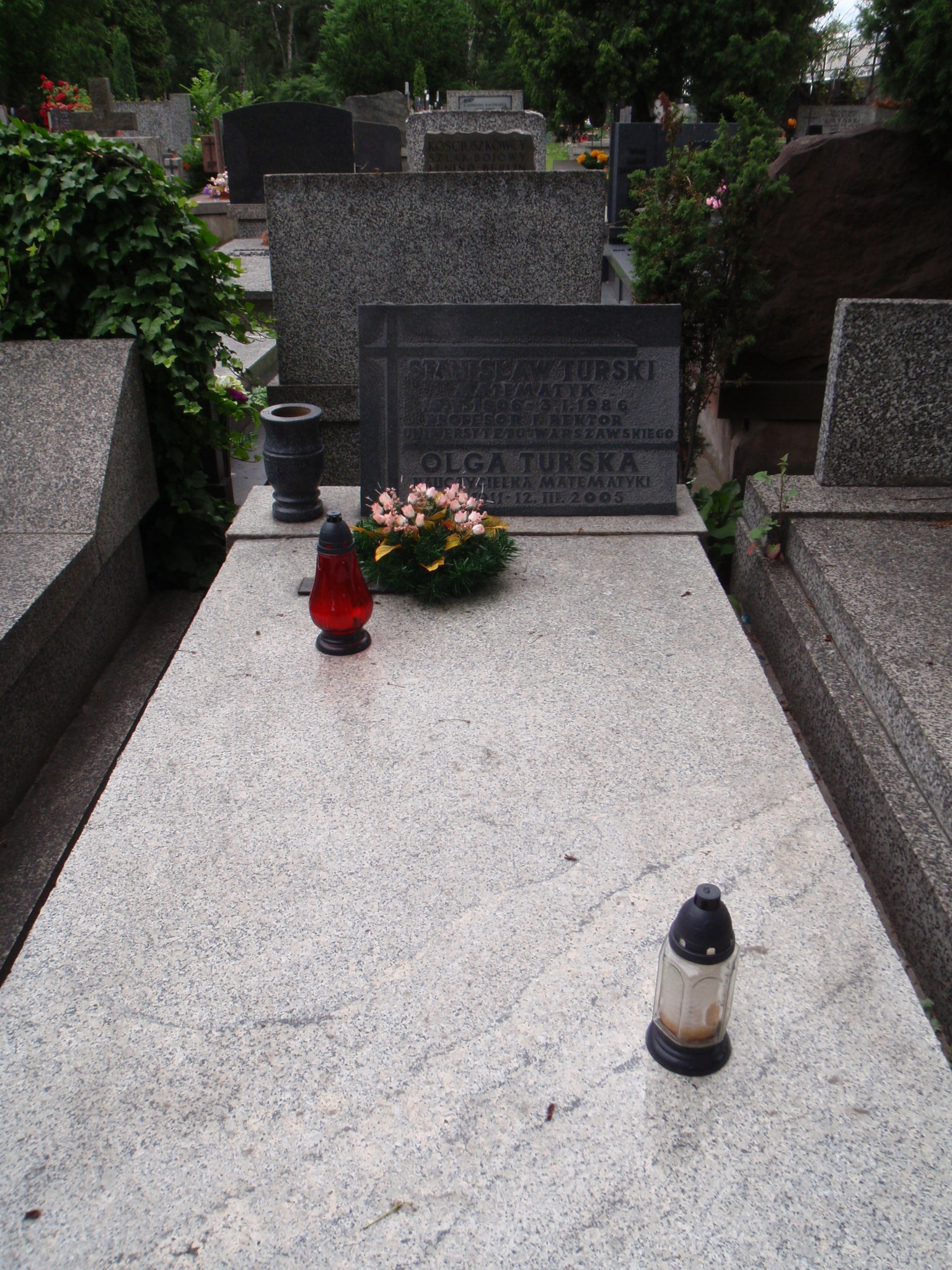
Grób Stanisława Turskiego na cmentarzu Wojskowym na Powązkach

Stanisław Antoni Turski (ur. 15 maja 1906 w Sosnowcu, zm. 3 stycznia 1986 w Warszawie) – polski matematyk, profesor doktor habilitowany, rektor Politechniki Gdańskiej (1946–1949) i Uniwersytetu Warszawskiego (1952–1969), poseł na Sejm Ustawodawczy. Budowniczy Polski Ludowej.

## Działalność naukowa
W 1928 zdał maturę w Gimnazjum im. Stanisława Staszica w Sosnowcu. Absolwent fizyki i astronomii na Uniwersytecie Jagiellońskim. Jego praca dyplomowa pt. Nowa metoda wyznaczania współczynników precesji została nagrodzona przez ministra oświaty. Od 1927 pracował jako asystent (później adiunkt) Instytutu Matematyki UJ. Od 1928 pracował także na Akademii Górniczo-Hutniczej oraz wykładał matematykę w krakowskim Pedagogium.
W 1935 uzyskał stopień doktora za rozprawę pt. O pewnym uogólnieniu twierdzeń o jednolitości całek równania hiperbolicznego.
6 listopada 1939 aresztowany z gronem profesorskim w ramach Sonderaktion Krakau był więźniem obozów w Sachsenhausen (do 4 marca 1940) i Dachau (do 14 stycznia 1941). Po zwolnieniu w 1941 podjął konspiracyjne nauczanie na poziomie akademickim; był organizatorem pomocy dla uchodźców z powstania warszawskiego.
Wiosną 1945 stanął na czele grupy organizującej Politechnikę Gdańską, 1 maja 1946 został mianowany profesorem nadzwyczajnym matematyki na Wydziale Inżynierii Lądowej i Wodnej. W latach 1946–1949 był rektorem PG. Poza zajęciami związanymi z tą funkcją prowadził także wykłady z matematyki jako kierownik Katedry Matematyki i Wydziału Inżynierii Lądowej i Wodnej, a dodatkowo – dla naukowo-dydaktycznej kadry uczelni. Był inicjatorem wakacyjnych kursów naukowych (uczelnianych oraz krajowych) dot. konstrukcji inżynierskich.
Interesował się zastosowaniami matematyki w różnorodnych zagadnieniach technicznych. Publikował prace na ten temat, jednej z nich PAN przyznała nagrodę im. M. T. Hubera. Był również współzałożycielem kwartalnika „Archiwum Mechaniki Teoretycznej i Stosowanej”.
W 1949 został powołany na stanowisko dyrektora Departamentu Studiów Technicznych i Gospodarczych Ministerstwa Oświaty. Jednocześnie pracował na Uniwersytecie Warszawskim, pełniąc funkcje kierownika katedry, dziekana, a w latach 1952–1969 – rektora uczelni. W 1951 został mianowany na profesora zwyczajnego, a w 1953 uzyskał stopień doktora habilitowanego.
Kierował Katedrą Matematyki Ogólnej na Wydziale Matematyki i Fizyki. Dbał o rozwój kadry naukowej. Katedra została przekształcona w r. 1969 w Instytut Maszyn Matematycznych (później Instytut Informatyki). Prowadził tam wykłady i seminaria w latach 1961–1976. W r. 1964 utworzył Zakład Obliczeń Numerycznych na UW i wyposażył go w (duński) komputer GIER.
Przez 10 lat kierował Grupą Zastosowań Technicznych w Instytucie Matematycznym PAN. Był kierownikiem Warszawskiego Ośrodka Obliczeniowego, pełnił również funkcje konsultanta w ośrodkach gospodarczych w kraju.
Mimo przejścia na emeryturę (1978) kontynuował pracę pedagogiczną i naukową. Był przewodniczącym Rady Instytutu Informatyki UW oraz Rady Naukowej Towarzystwa Cybernetycznego.
2 października 1975 otrzymał tytuł doktora honoris causa Uniwersytetu Śląskiego, w 1980 tytuł ten przyznała mu także Politechnika Gdańska.
Był mężem Olgi z domu Ameisen (1911–2005), ojcem Władysława, informatyka i astronoma, i Łukasza, fizyka.
Zmarł w Warszawie, pochowany na cmentarzu Wojskowym na Powązkach (kwatera D4-1-8).

## Działalność polityczna
W latach 1945–1948 był członkiem PPS, od 1948 roku należał do PZPR.
W latach 1947–1952 poseł na Sejm Ustawodawczy, wiceprzewodniczący Rady Głównej Studiów Uniwersyteckich Ministerstwa Szkolnictwa Wyższego oraz przewodniczący Rady Naukowej Urzędu Pełnomocnika Rządu ds. Elektronicznej Techniki Obliczeniowej. Laureat licznych nagród Ministerstwa Szkolnictwa Wyższego. Na kongresach ZBoWiD w 1979 oraz 1985 został wybrany na jednego z wiceprezesów Rady Naczelnej ZBoWiD.
Podczas wydarzeń marca 1968, jako rektor UW, osobiście relegował z uczelni 34 studentów, a dalszych 11 zawiesił w prawach studenta oraz zakazał profesorom UW udziału w wiecach studenckich.

## Ordery i odznaczenia
- Order Budowniczych Polski Ludowej (1964)[13]
- Order Sztandaru Pracy I klasy (22 lipca 1949)[14]
- Krzyż Komandorski z Gwiazdą Orderu Odrodzenia Polski (1958)
- Krzyż Oficerski Orderu Odrodzenia Polski (19 sierpnia 1946)[15]
- Złoty Krzyż Zasługi (1946)[6]
- Krzyż Oświęcimski (1985)[16]
- Medal 40-lecia Polski Ludowej (1984)[17]
- Medal 10-lecia Polski Ludowej (19 stycznia 1955)[18]
- Brązowy Medal „Za zasługi dla obronności kraju” (1967)[19]
- Odznaka tytułu honorowego „Zasłużony Nauczyciel PRL”[20]
- Złota Odznaka honorowa „Za Zasługi dla Warszawy” (1960)[21]
- Złota odznaka „Zasłużonemu w rozwoju województwa katowickiego” (1961)[22]
- Złota honorowa odznaka Trybuny Robotniczej (1980)[23]
- Wielka Srebrna Odznaka Honorowa z Gwiazdą za Zasługi dla Republiki Austrii (Austria, 1975)[6]
- Komandoria I klasy Orderu Lwa Finlandii (Finlandia)[6]
- Krzyż Oficerski Orderu Legii Honorowej (Francja, 6 października 1967)[6]